# Гринвуд (Флорида)
Гринвуд (англ. Greenwood) — небольшой город (таун), расположенный в округе Джэксон (штат Флорида, США) с населением в 735 человек по статистическим данным переписи 2000 года.

## География
По данным Бюро переписи населения США Гринвуд имеет общую площадь в 12,43 квадратных километров, водных ресурсов в черте населённого пункта не имеется.
Город Гринвуд расположен на высоте 35 м над уровнем моря.

## Демография

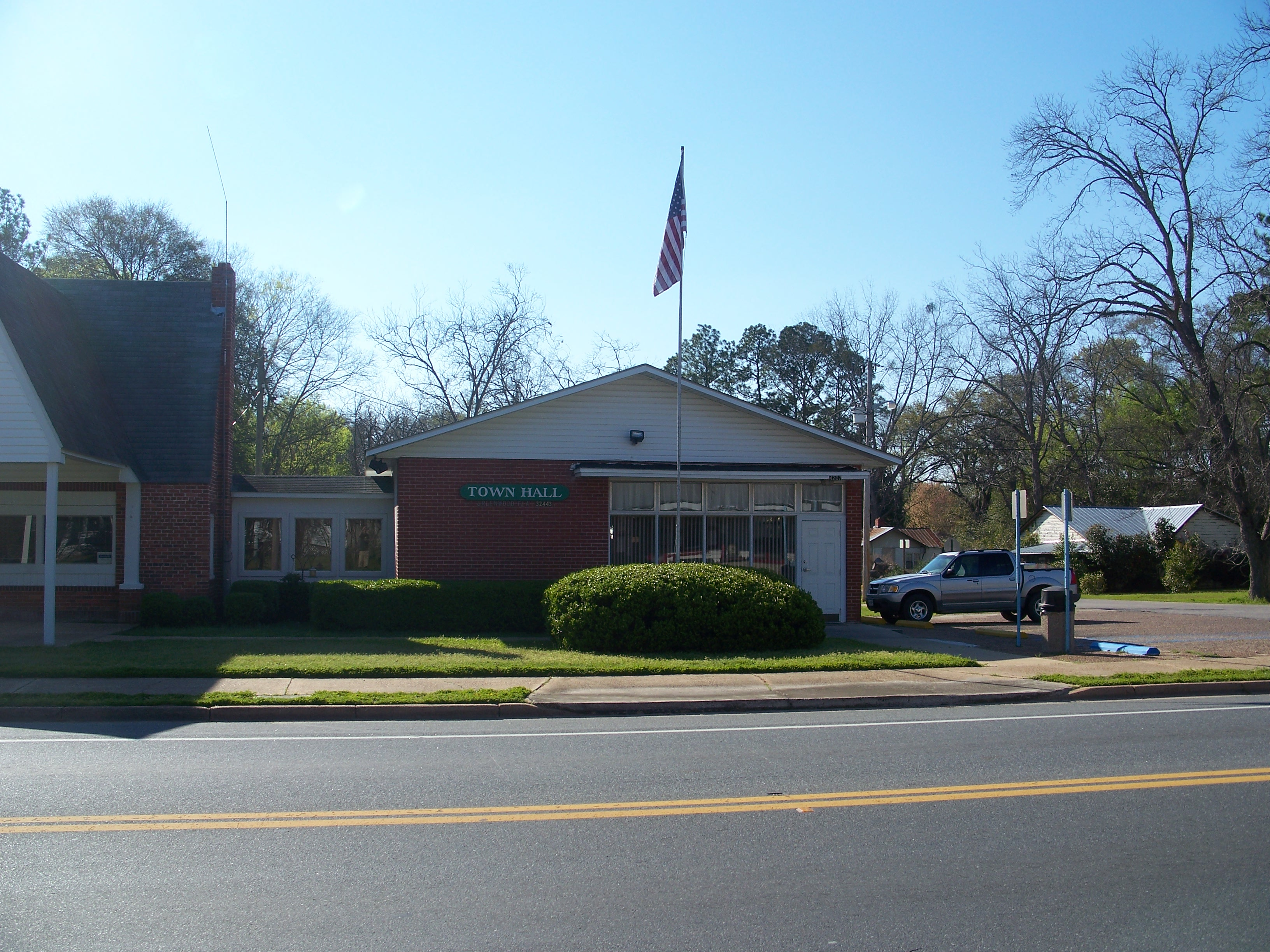
Здание муниципального самоуправления

По данным переписи населения 2000 года в Гринвудe проживало 735 человек, 200 семей, насчитывалось 296 домашних хозяйств и 335 жилых домов. Средняя плотность населения составляла около 59,13 человек на один квадратный километр. Расовый состав населённого пункта распределился следующим образом: 66,67 % белых, 26,94 % — чёрных или афроамериканцев, 1,22 % — коренных американцев, 0,95 % — азиатов, 2,31 % — представителей смешанных рас, 1,90 % — других народностей. Испаноговорящие составили 2,72 % от всех жителей.
Из 296 домашних хозяйств в 29,1 % воспитывали детей в возрасте до 18 лет, 52,4 % представляли собой совместно проживающие супружеские пары, в 11,8 % семей женщины проживали без мужей, 32,1 % не имели семей. 29,4 % от общего числа семей на момент переписи жили самостоятельно, при этом 13,5 % составили одинокие пожилые люди в возрасте 65 лет и старше. Средний размер домашнего хозяйства составил 2,44 человек, а средний размер семьи — 2,99 человек.
Население города по возрастному диапазону по данным переписи 2000 года распределилось следующим образом: 26,4 % — жители младше 18 лет, 7,2 % — между 18 и 24 годами, 24,6 % — от 25 до 44 лет, 25,0 % — от 45 до 64 лет и 16,7 % — в возрасте 65 лет и старше. Средний возраст жителей составил 38 лет. На каждые 100 женщин в Гринвудe приходилось 87,0 мужчин, при этом на каждые сто женщин 18 лет и старше приходилось 89,8 мужчин также старше 18 лет.
Средний доход на одно домашнее хозяйство составил 28 750 долларов США, а средний доход на одну семью — 35 750 долларов. При этом мужчины имели средний доход в 24 583 доллара США в год против 22 083 доллара среднегодового дохода у женщин. Доход на душу населения составил 28 750 долларов в год. 9,1 % от всего числа семей в населённом пункте и 17,8 % от всей численности населения находилось на момент переписи населения за чертой бедности, при этом 21,6 % из них были моложе 18 лет и 11,6 % — в возрасте 65 лет и старше.